# Сніг на Венері

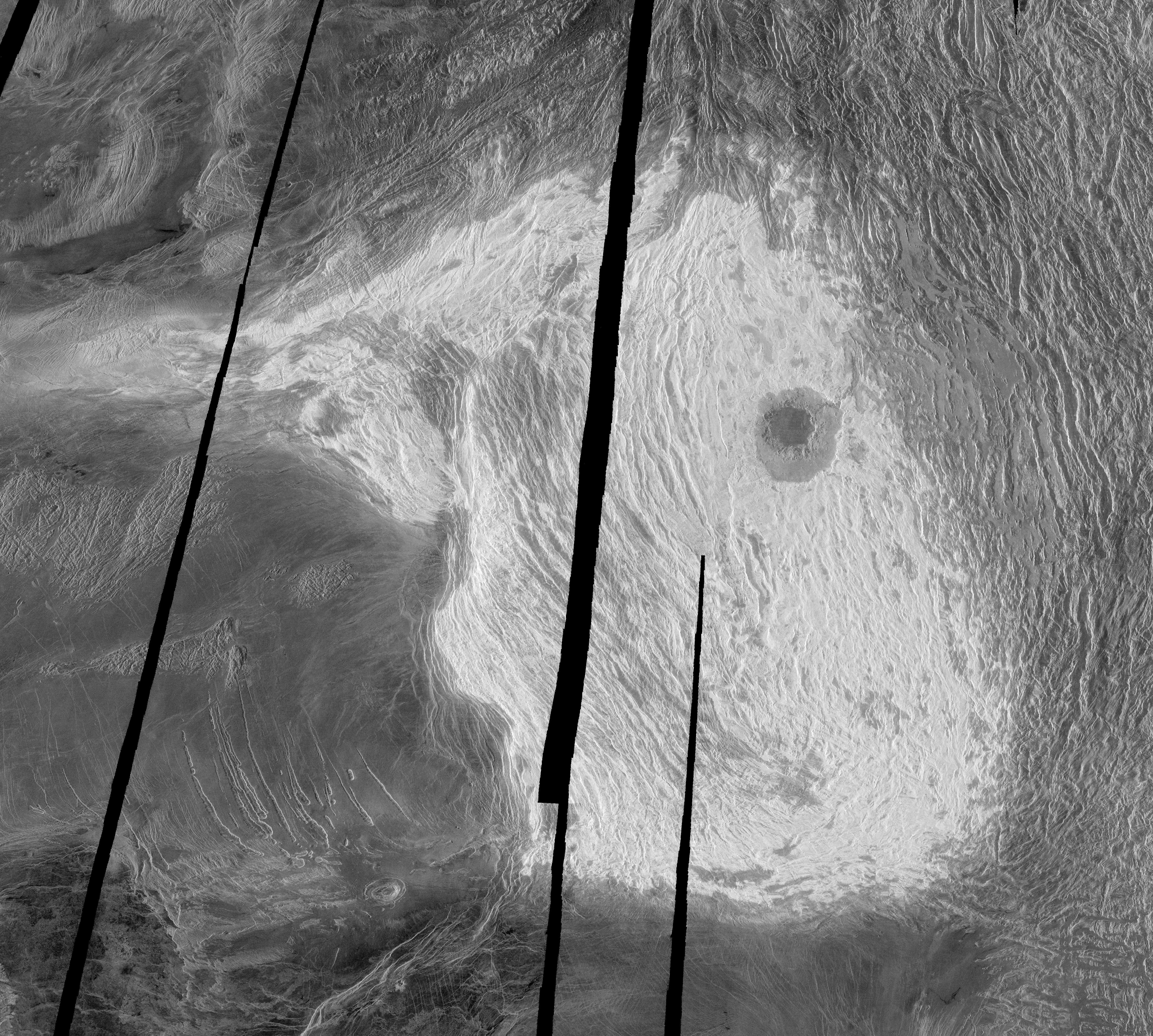
Гори Максвелла, покриті «снігом».

Венеріанський сніг — субстанція невідомої природи з високим альбедо в радіодіапазоні, якою покриті багато гірських вершин на Венері.

## Виявлення та місцезнаходження
Перші дані про венеріанський «сніг» були отримані апаратом «Піонер-Венера» у 1991 році. Пізніше космічний апарат «Магеллан» виявив венеріанський сніг майже на усіх гірських вершинах Венери. Одним з небагатьох винятків є вулкан Маат. Причиною цього може бути те, що недавно у вулкана сталося виверження, після якого новий сніговий покрив ще не встиг утворитися.

## Теорії складу і походження
Після того, як це явище виявив космічний апарат «Піонер-Венера», з'явилася теорія, що гори Венери містять велику кількість піриту, який зникав у ході ерозії.
Проте з 1995 року, після завершення роботи космічного апарата «Магеллан», ця теорія була відкинута. Згідно з новою,  правдоподібнішою і цікавішою теорією, деякі речовини, випаровуючись на поверхні Венери, піднімаються вгору і кристалізуються, наближаючись до холодного хмарного покриву. Речовини, що випадають на поверхню Венери знову випаровуються, якщо не осядуть на вершини гір, — там через нижчу температуру вони не можуть випаруватися.
Як правило, кандидатами вважаються телур, пірит, гематит, перовськіт або ж сульфіди свинцю і бісмуту. Також цей «сніг» має високу електропровідність.